# マイ・スパニッシュ・ハート
『マイ・スパニッシュ・ハート』（My Spanish Heart）は、アメリカ合衆国のジャズ・ピアニスト、チック・コリアが1976年に発表したスタジオ・アルバム。オリジナルLPは2枚組だが、再発CDは1枚にまとめられた。

## 背景
コリアがラテンジャズからの影響を反映した作品である。収録曲「アルマンドのルンバ」はコリアの父に捧げられた。なお、本作収録曲「マイ・スパニッシュ・ハート」および「アルマンドのルンバ」は、コリアが2019年に発表したアルバム『マイ・スパニッシュ・ハート・バンド』（原題：Antidote）で再演された。

## 反響・評価
アメリカでは総合アルバム・チャートのBillboard 200で55位、『ビルボード』のジャズ・アルバム・チャートでは2位を記録した。Thom Jurekはオールミュージックにおいて5点満点中4.5点を付け、全体像に関して「コリアはスパニッシュ/ラテン音楽の音像、質感、感触を織り込んだタペストリーの創造に概ね成功し、さらに"Spanish Fantasy"、"El Bozo"といった組曲まで作り上げてみせた」と称賛する一方、「ラヴ・キャッスル」、「ザ・ガーデン」、「ナイト・ストリーツ」といった曲に関しては「二重の意味での音楽的融合（ジャズとロックおよびラテンの融合）が風流に行われているが、安っぽい音作りに損なわれている」と評している。

## 収録曲
特記なき楽曲はチック・コリア作。1985年再発CD (J33P 50002)、1991年再発CD (POCJ-1980)等、「ザ・スカイ」が外された16曲入りのCDも存在するが、後のリマスターCDはオリジナルLPに準じた17曲入りとなった。
1. ラヴ・キャッスル - "Love Castle" - 4:46
2. ザ・ガーデンズ - "The Gardens" - 3:12
3. デイ・ダンス - "Day Danse" - 4:27
4. マイ・スパニッシュ・ハート - "My Spanish Heart" - 1:37
5. ナイト・ストリーツ - "Night Streets" - 6:08
6. ザ・ヒルトップ - "The Hilltop" (Chick Corea, Stanley Clarke) - 6:16
7. ザ・スカイ - "The Sky" - 4:57
  - パートI:チルドレンズ・ソング No.8 - "Part I: Children's Song No.8"
  - パートII:ポートレイト・オブ・チルドレンズ・ソング No.8 - "Part II: Portrait of Children's Song No.8"
8. ウィンド・ダンス - "Wind Danse" - 5:00
9. アルマンドのルンバ - "Armando's Rhumba" - 5:19
10. プレリュード・トゥ・エル・ボゾ - "Prelude to El Bozo" - 1:34
11. エル・ボゾ パートI - "El Bozo, Part I" - 2:52
12. エル・ボゾ パートII - "El Bozo, Part II" - 2:03
13. エル・ボゾ パートIII - "El Bozo, Part III" - 5:03
14. スパニッシュ・ファンタジー パートI - "Spanish Fantasy, Part I" - 6:06
15. スパニッシュ・ファンタジー パートII - "Spanish Fantasy, Part II" - 5:14
16. スパニッシュ・ファンタジー パートIII - "Spanish Fantasy, Part III" - 3:06
17. スパニッシュ・ファンタジー パートIV - "Spanish Fantasy, Part IV" - 5:06

### 2000年リマスターCD (543 303-2)ボーナス・トラック
1. "The Clouds" - 4:33

## 参加ミュージシャン
- チック・コリア - ピアノ、オルガン、シンセサイザー、手拍子、フット・ストンプ、男声クワイア
- ゲイル・モラン - ボーカル、クワイア
- スタンリー・クラーク - アコースティック・ベース(on "The Gardens", "The Hilltop", "Armando's Rhumba", "Spanish Fantasy, Part I")
- スティーヴ・ガッド - ドラムス
- ドン・アライアス - パーカッション
- ナラダ・マイケル・ウォルデン - 手拍子(on "Armando's Rhumba")
- ジャン＝リュック・ポンティ - ヴァイオリン(on "Armando's Rhumba")
- ジョン・トーマス - リード・トランペット
- ジョン・ローゼンバーグ、ステュアート・ブルームバーグ - トランペット
- ロン・モス - トロンボーン
- Arriaga Quartet - ストリングス